# Ferdinand Schwarz (Architekt)

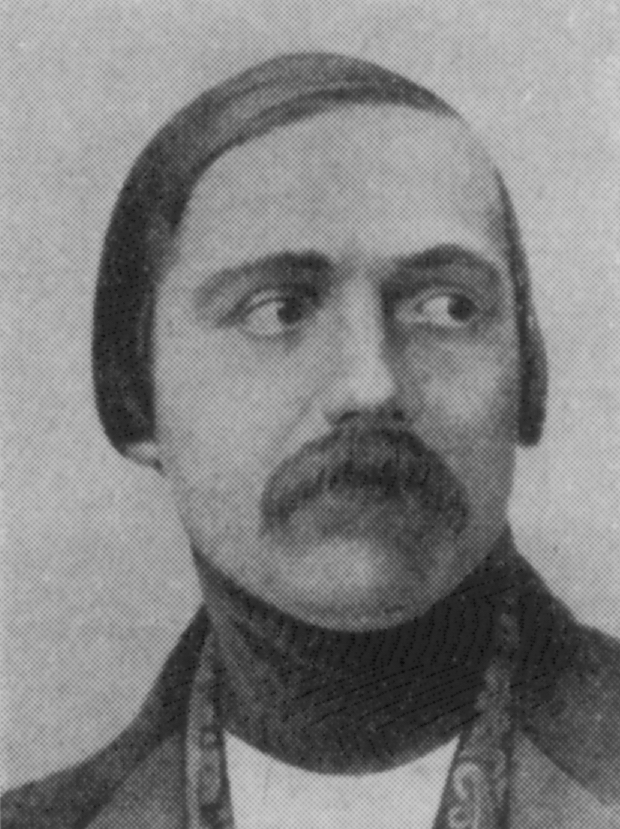
Ferdinand Schwarz

Eduard Ferdinand Schwarz (* 23. November 1808 in Magdeburg; † 22. April 1866 in Berlin) war ein deutscher Architekt, Bauingenieur, Königlich Hannoverscher und Königlich Preußischer Baubeamter sowie Hochschullehrer.

## Leben
1826 absolvierte Schwarz die Prüfung zum Feldmesser bei der Oberbaudeputation und führte im Anschluss daran verschiedene Land- und Chausseebauten aus. Ab 1830 studierte er an der Berliner Bauakademie, wo Karl Friedrich Schinkel lehrte, und bestand 1838 die Prüfung zum Baumeister.
Danach war Eduard Schwarz beim Bau der Magdeburg-Leipziger Eisenbahn und bei den Vorarbeiten zur Magdeburg-Halberstädter-Eisenbahn beschäftigt.
1843 wurde Schwarz in den hannoverschen Staatsdienst berufen, arbeitete als Ingenieur beim Bau der Eisenbahn von Harburg nach Lüneburg und stieg zum hannoverschen Eisenbahn-Bauinspektor auf.
Ab 1845/1846 lehrte er an der Polytechnischen Schule Hannover Wasserstraßen-, Brücken-, Straßen- und Eisenbahnbau.
1850 ging er nach Berlin und wurde Ministerialbaumeister und Professor für Wasser-Baukunst und Eisenbahnbau an der Bauakademie.

## Bauten
Schwarz baute u. a. die ersten Bahnhöfe im Königreich Hannover.
- 1844–1845: Bahnhof Lehrte;[2]
- 1846–1847: Bahnhof Hannover.[2]
- Er entwarf den Wunstorfer Bahnhof. Den als Inselbahnhof gestalteten Trennungsbahnhof führte Conrad Wilhelm Hase von 1847 bis 1848 aus. Das Bahnhofsgebäude ist denkmalgeschützt.[4]
- Hildesheimer Synagoge am Lappenberg (1848).